# 共产主义意识形态列表
这是一个关于共产主义意识形态的列表。

## 马克思主义共产主义
- 马克思主义
- 列宁主义
- 马克思列宁主义
- 斯大林主义
- 托洛茨基主义
- 布哈林主义
- 葛兰西主义
- 毛泽东思想
- 马列毛主义
- 邓小平理论
- “三个代表”重要思想
- 科学发展观
- 习近平新时代中国特色社会主义思想
- 人民多党民主
- 马列毛主义普拉昌达道路
- 霍查主义
- 铁托主义
- 欧洲共产主义
- 自治主义
- 卢森堡主义
- 左翼共产主义
- 委员会共产主义
- 德莱昂主义
- 胡志明思想
- 赫鲁晓夫主义
- 古拉什共产主义
- 胡萨克主义
- 卡斯特罗主义
- 格瓦拉主义
- 凯山·丰威汉思想

## 非马克思主义共产主义
- 无政府共产主义
- 宗教共产主义
  - 基督教共产主义